# Tom Jones (film)
 For alternative betydninger, se Tom Jones (flertydig). (Se også artikler, som begynder med Tom Jones)
Tom Jones er en britisk film fra 1963. Filmen er baseret på romanen af samme navn.

## Handling
Historien begynder med en stumfilm-sekvens, hvor den gode Squire Allworthy vender hjem efter et længere ophold i London og opdager en baby i sin seng. Tænker at sin frisør Mr. Partridge og en af sine tjenere Jenny Jones har "født" barnet ud af begær, hvilket resulter i at han sender dem bort og parret vælger at opdrage Tom Jones som om han var deres egen søn.
Tom (Albert Finney) vokser op til at blive en livlig ung mand, hvis gode udseende og venlige hjerte gør ham meget populær med det modsatte køn. Men han elsker virkelig kun en kvinde; den blide Sophie Western, der vender tilbage sin passion. Desværre er Tom stigmatiseret som en "horeunge" og kan ikke gifte sig med en ung dame på hendes høje stand. Sophie skal også gemme sine følelser, mens hendes tante og far Squire Western forsøger at tvinge hende til at gifte sig med en mere passende mand - en mand, som hun hader.
Denne unge mand er Blifil; søn af Squire's enke søster Bridget. Selvom han er legitim født er han en uhyggelig fyr med masser af hyklerisk dyd, men ingen af Toms varme, ærlighed eller høje ånder. Når Bridget dør uventet adskiller Blifil et brev som hans mor kun havde til sin brors øjne. Hvad dette brev indeholder er ikke afsløret indtil slutningen af filmen; Men efter hans mors begravelse samler Blifil og sine to lærere Mr. Thwackum og Mr. Square sammen for at overbevise skuespilleren om, at Tom er en skurk. Allworthy giver Tom en lille kontant arv og sender sorgligt ham ud i verden for at søge sin lykke.
I sin vejrejsende odyssé bliver Tom slået bevidstløs og mens han forsvarer det gode navn på sin elskede Sophie og røvet af hans arv. Han flygter også fra en jaloux irlænder, der fejlagtigt beskylder ham for at have en affære med sin kone, som fører sig til en dødelige sværdkampe, møder sin påståede far og mor, en bestemt fru Waters, som han redder fra en ond Redcoat Officer og senere satser de samme Mrs. Waters. I en berømt scene sidder Tom og fru Waters modsatte hinanden i spisestuen på Upton Inn, der indtager ordløst et enormt måltid mens de ser lystfuldt på hinanden.
I mellemtiden løber Sophie fra hjemmet kort efter Toms udvisning for at undslippe den afdøde Blifils opmærksomhed. Efter at have savnet hinanden ved Upton Inn, ankommer Tom og Sophie hver for sig i London. Der tiltrækker Tom opmærksomheden hos Lady Bellaston; en promiskuøs adelsdame over 40 år. Hun er rig, smuk og fuldstændig amoralsk selv om det er værd at bemærke at Tom går villigt til sin seng og er generøst belønnet for sine ydelser. Til sidst slutter Tom til Tyburn Gaol, der står over for en skræmmende hængende skare efter at Blifils troværdige agenter har ramt ham for røveri og forsøg på mord. Allworthy lærer indholdet af det mystiske brev: Tom er ikke Jenny Jones barn, men Bridget's illegitime søn og Allworthy's nevø. Desuden da Blifil vidste det; skjulte det og forsøgte at ødelægge sin halvbror er han nu i skændsel og desinficeret. Allworthy bruger denne viden til at give Tom en undskyldning, men Tom er allerede blevet overført til galgenene; Hans hængning er begyndt, men afbrydes af Squire Western, som skærer ham ned og tager ham til Sophie. Tom har nu tilladelse til at dømme Sophie og alle ender godt med at Tom omfavner Sophie med Squire Westerns velsignelse.